# Acharya S
Dorothy Milne Murdock (født 27. marts 1960 i Massachusetts, død 25. december 2015), der er bedre kendt under hendes pseudonym Acharya S., var en amerikansk forfatter og en fortaler for teorien om Jesus som en ikke-eksisterende mytisk person. Hun skrev seks bøger og var administrator for hjemmesiden Truth be Known. Hun mente, at kristendommen er baseret på tidligere tiders myter, og at personerne afbilledet i den stammer fra romerske, græske og egyptiske myter m.fl. Acharya er den hinduistiske betegnelse for "lærer." Betydningen af forkortelsen "S." er ukendt.

## Biografi
Ifølge oplysninger fra hendes egen hjemmeside havde Dorothy Murdock en bachelor of Liberal Arts (BLA) med studier af antikken. Hun studerede græsk et år ved American School of Classical Studies i Athen. 